# Crkva Majke Božje Žalosne (Sveti Križ)
Crkva Majke Božje Žalosne  je rimokatolička crkva u mjestu Sveti Križ, općini Budinščina, zaštićeno kulturno dobro.

## Opis dobra
Crkva Majke Božje Žalosne nalazi se na dominantnom položaju izvan naselja. Jednostavnu crkvu renesansno-ranobaroknih obilježja čine izdužena lađa i polukružno svetište jednake širine te sakristija sa sjeverne strane. Pred ulazom u sakristiju je dograđen križno nadsvođeni trijem, dok je masivni zvonik dio glavnog pročelja. U osnovi kapela je zadržala karakteristike prijelaza 16. na 17. st. u izduženom korpusu lađe s prostranim svetištem polukružnog zaključka. Dodatnu zanimljivost daje izostanak inače karakterističnog svođenja lađe u 18. st. pa je kapela vjerojatno dugo zadržala svoj izvorni drveni tabulat. Istoimeni glavni oltar potječe iz druge pol. 17. st.

## Zaštita
Pod oznakom Z-2089 zavedena je kao nepokretno kulturno dobro - pojedinačno, pravnog statusa zaštićena kulturnog dobra, klasificirano kao "sakralna graditeljska baština".